# El último rey de Escocia
El último rey de Escocia es una película dramática británica de 2006, dirigida por Kevin Macdonald y basada en la novela homónima de Giles Foden, adaptada por Peter Morgan y Jeremy Brock. La cinta está protagonizada por Forest Whitaker y James McAvoy en los papeles principales. La interpretación de Whitaker del dictador Idi Amin le hizo merecedor de un Premio Óscar, un Globo de Oro y un BAFTA, entre otros.
La película narra la historia del dictador ugandés Idi Amin a través de su médico personal, el doctor escocés Nicholas Garrigan; al igual que en la novela, el largometraje mezcla ficción y realidad: el personaje del médico escocés es ficticio, mientras que otras personas relacionadas con Amin y algunos sucesos que se relatan sobre el gobierno del dictador están basados en personas y hechos auténticos.
El título proviene de un reportaje en el cual el mismo Amin se denominó como "el último rey de Escocia" y alude a su conocido hábito de usar títulos rimbombantes.
La cinta se estrenó el 1 de septiembre de 2006 en el Festival de Cine de Telluride.

## Sinopsis
La película es un esbozo a grandes trazos de la vida del dictador ugandés Idi Amin. El doctor Garrigan empieza su relación con Idi Amin a principios de los años 70, admirándole y creyendo en sus proyectos de futuro, pero rápidamente se da cuenta de las crueldades de las cuales es responsable, la paranoia del dictador y el régimen de terror que impera en el país. El núcleo del film es la estrecha relación entre ambos hombres, aludiendo apenas a las atrocidades políticas del tirano. La creciente paranoia de Amin se desarrolla a lo largo de toda la película, pasando del más fraternal «compadreo» entre paciente y doctor a la persecución de este último por su supuesta traición. De este modo el director retrata la personalidad del general y presidente ugandés. Este filme intenta mostrar las características de un dictador en una sociedad neocolonial.

## Argumento
A principios de los años 70, Nicholas Garrigan (James McAvoy) es un joven médico escocés que desea ver el mundo, y debido a ello viaja al primer lugar que señala con el dedo en el mapamundi, el cual resulta ser Uganda. Al llegar, se une a una pareja de médicos que trabaja en un pequeño poblado. Poco después, conoce al nuevo presidente Idi Amin Dada (Forest Whitaker), quien se había alzado con el poder tras derrocar al expresidente Milton Obote.
Tomándole simpatía, Idi Amin propone a Nicholas que sea su médico personal y el joven escocés acepta y se traslada a una lujosa mansión en la capital del país, Kampala, cerca del palacio presidencial.
Las relaciones entre Nicholas y Amin son muy estrechas y este lo llega a considerar como uno de sus consejeros. Sin embargo, Amin cada vez se vuelve más  desconfiado por lo cual las relaciones entre ambos comienzan a enfriarse. Cuando Nicholas se entera de que Amin ha asesinado al exministro Jonah Wasswa y que está organizando masacres por todo el país, decide marcharse, cosa que el mandatario no le permite.
La situación empeora cuando Nicholas comienza una relación amorosa con una de las esposas de Amin, Kay (Kerry Washington), y ella queda embarazada, tras lo cual decide abortar. Nicholas acude a buscarla, pero no la encuentra. Finalmente halla su cuerpo descuartizado en un depósito de cadáveres. Nicholas planea envenenar a Amin, pero es descubierto; los esbirros de Amin lo torturan y solo consigue escapar merced al sacrificio de uno de sus compañeros médicos.
Finalmente, el doctor Garrigan logra abordar un avión en el que iban rehenes recientemente liberados. Tras enterarse de la fuga, Amin acude al aeropuerto, donde se entera de que llega tarde y que la aeronave ya ha despegado.

## Reparto
- Forest Whitaker como Idi Amin.
- James McAvoy como el doctor Nicholas Garrigan.
- Kerry Washington como Kay Amin.
- Gillian Anderson como Sarah Merrit.
- Simon McBurney como Stone.
- David Oyelowo como el doctor Junju.
- Stephen Rwangyezi como Jonah Wasswa.
- Abby Mukiibi Nkaaga como Masanga.
- Adam Kotz como el doctor Merrit.
- Sam Okelo como Bonny.
- Sarah Nagayi como Tolu.
- Chris Wilson como Perkins.
- Dick Stockley como el periodista del New York Times.
- Barbara Rafferty como la Sra. Garrigan.
- David Ashton como el Dr. Garrigan, Sr.
- Daniel Ssettaba como la sirvienta de Kay Amin.
- Apollo Okwenje Omamo como Mackenzie Amin.
- Louis Asea como Campbell Amin.
- Giles Foden como un periodista británico.
- Andy Williams como un periodista británico.
- Martina Amati como una periodista británica.
- Rene Peissker como una periodista británica.
- Stern Jedidian como un periodista estadounidense.
- Dave A. Tarun como un sastre asiático.
- Clare Wandera como la secretaria.
- Cleopatra Koheirwe como Joy.
- Joanitta Bewulira-Wandera como Malyamu Amin.
- Consodyne Buzabo como Nora Amin.
- Peter Salmon como un hombre blanco de negocios.
- Michael Wawuyo como un comandante de las Fuerzas Aéreas.
- Wilberforce Mutete como un guardia.
- Haruna Walusimbi como un guardia.
- John Olima como un gaitero.
- Angela Kalule como la cantante de la banda del pub.
- Sam Namatiti como el baterista de la banda del pub.
- Mathias Muwonge como el xilofonista de la banda del pub.
- Joseph Kahirimbanyi como el guitarrista de la banda del pub.
- Afrigo Band como un miembro de la banda que toca en el pub.
- Ndere Troupe como una bailarina en la reunión de Amin.
- The Nyonza Singers como el coro en el Parlamento.
- Maurice Kirya como él mismo.

## Premios y nominaciones

### British Independent Film Awards 2006[1][2]
| Año               | Categoría                              | Persona                   | Resultado |
| ----------------- | -------------------------------------- | ------------------------- | --------- |
| Noviembre de 2006 | Mejor película independiente británica |                           | Nominado  |
| Noviembre de 2006 | Mejor actor                            | Forest Whitaker           | Nominada  |
| Noviembre de 2006 | Mejor actor                            | James McAvoy              | Nominado  |
| Noviembre de 2006 | Mejor director                         | Kevin Macdonald           | Ganador   |
| Noviembre de 2006 | Mejor guion                            | Peter Morgan Jeremy Brock | Nominados |
| Noviembre de 2006 | Mayor logro técnico                    | Anthony Dod Mantle        | Nominado  |

### Boston Society of Film Critics[3]
| Año               | Categoría   | Persona         | Resultado |
| ----------------- | ----------- | --------------- | --------- |
| Diciembre de 2006 | Mejor actor | Forest Whitaker | Ganador   |

### Chicago Film Critics Association[4]
| Año               | Categoría   | Persona         | Resultado |
| ----------------- | ----------- | --------------- | --------- |
| Diciembre de 2006 | Mejor actor | Forest Whitaker | Ganador   |

### Premios Globo de Oro de 2006[5]
| Año           | Categoría   | Persona         | Resultado |
| ------------- | ----------- | --------------- | --------- |
| Enero de 2007 | Mejor actor | Forest Whitaker | Ganador   |

### Premios Óscar de 2006[6]
| Año                   | Categoría   | Persona         | Resultado |
| --------------------- | ----------- | --------------- | --------- |
| 25 de febrero de 2007 | Mejor actor | Forest Whitaker | Ganador   |

### Premios BAFTA 2006[7]
| Año             | Categoría                                            | Persona                   | Resultado |
| --------------- | ---------------------------------------------------- | ------------------------- | --------- |
| Febrero de 2007 | Mejor película                                       |                           | Nominada  |
| Febrero de 2007 | Mejor actor principal                                | Forest Whitaker           | Ganador   |
| Febrero de 2007 | Mejor actor de reparto                               | James McAvoy              | Nominado  |
| Febrero de 2007 | Mejor guion adaptado                                 | Peter Morgan Jeremy Brock | Ganadores |
| Febrero de 2007 | Premio Alexander Korda a la mejor película británica |                           | Ganadora  |

#### Premios BAFTA escoceses[8]
| Año               | Categoría              | Persona                   | Resultado |
| ----------------- | ---------------------- | ------------------------- | --------- |
| Noviembre de 2007 | Mejor película         |                           | Ganadora  |
| Noviembre de 2007 | Mejor actor de reparto | James McAvoy              | Ganador   |
| Noviembre de 2007 | Mejor guion            | Peter Morgan Jeremy Brock | Ganadores |

### Premios del Cine Europeo 2007[9]
| Año               | Categoría                                  | Persona            | Resultado |
| ----------------- | ------------------------------------------ | ------------------ | --------- |
| Diciembre de 2007 | Mejor película                             |                    | Nominada  |
| Diciembre de 2007 | Mejor actor                                | James McAvoy       | Nominado  |
| Diciembre de 2007 | Mejor director                             | Kevin Macdonald    | Nominado  |
| Diciembre de 2007 | Mejor fotografía                           | Anthony Dod Mantle | Nominado  |
| Diciembre de 2007 | Mejor compositor                           | Alex Heffes        | Nominado  |
| Diciembre de 2007 | Premio de la audiencia a la mejor película |                    | Nominada  |